# Alexandru Cicâldău
Alexandru Cicâldău (n. 8 iulie 1997, Medgidia, Constanța, România) este un fotbalist român, care joacă pe post de mijlocaș la CSU Craiova în SuperLiga României. Pe plan internațional, are prezențe la națională pentru România, România Sub-21 și România Sub-19.